# Gymnoganascus stephani
Gymnoganascus stephani är en skalbaggsart som beskrevs av Werner 1990. Gymnoganascus stephani ingår i släktet Gymnoganascus och familjen ögonbaggar. Inga underarter finns listade i Catalogue of Life.